# فيليب بوهم
فيليب بوهم (بالإنجليزية: Philip Boehm)‏ هو فنان ومترجم أمريكي، ولد في 1958.